# Hylaeobatrachus croyi
L'ileobatraco (Hylaeobatrachus croyi) è un anfibio estinto, appartenente ai caudati. Visse nel Cretaceo inferiore (Barremiano, circa 130 - 125 milioni di anni fa) e i suoi resti fossili sono stati ritrovati in Europa.

## Descrizione
Lungo circa una decina di centimetri, questo animale assomigliava vagamente a una salamandra. Il cranio era allungato, molto ristretto nella regione anteriore. Erano presenti almeno tre archi branchiali ossificati. Le zampe anteriori erano più corte di quelle posteriori; gli arti anteriori avevano quattro dita, mentre quelli posteriori ne avevano cinque. Le costole erano molto corte e il corpo era piuttosto allungato. In generale, l'aspetto di Hylaeobatrachus doveva richiamare quello dell'attuale proteo (Proteus anguinus), anche per la presenza di branchie funzionali.

## Classificazione
Hylaeobatrachus croyi venne descritto per la prima volta nel 1884 da Louis Dollo, sulla base di un fossile ben conservato rinvenuto nel famoso giacimento di Bernissart, in Belgio. In seguito sono stati rinvenuti altri resti provenienti dal medesimo giacimento, e alcuni fossili ritrovati nel giacimento di Las Hoyas (Spagna) potrebbero appartenere a Hylaeobatrachus. 
Inizialmente avvicinato ai proteidi, Hylaeobatrachus è stato poi riconsiderato come un membro dei caudati, forse addirittura ancestrale al gruppo degli urodeli veri e propri. Le caratteristiche morfologiche che lo avvicinano ai proteidi, in questo caso, sarebbero da attribuire a un fenomeno di convergenza adattativa.

## Paleobiologia
Hylaeobatrachus era un piccolo anfibio strettamente legato all'ambiente acquatico. Viveva in acque dolci insieme a numerose specie di pesci e tartarughe.